# Paolino Limongi
Paolino Limongi (ur. 2 grudnia 1914 w Bellonie, zm. 5 grudnia 1996) – włoski duchowny rzymskokatolicki, arcybiskup, dyplomata papieski.

## Biografia
18 lipca 1937 otrzymał święcenia prezbiteriatu.
15 sierpnia 1963 papież Paweł VI mianował go nuncjuszem apostolskim w Kostaryce oraz arcybiskupem tytularnym Nicaea Parva. 20 października 1963 w bazylice św. Piotra w Rzymie przyjął sakrę biskupią z rąk Pawła VI. Współkonsekratorami byli sekretarz Świętej Kongregacji Rozkrzewiania Wiary abp Pietro Sigismondi oraz delegat apostolski w Afryce Środkowo-Zachodniej abp Sergio Pignedoli.
Jako ojciec soborowy wziął udział w soborze watykańskim II (z wyjątkiem pierwszej sesji, podczas której nie był jeszcze biskupem).
9 lipca 1969 został przeniesiony na urząd pronuncjusza apostolskiego w Iranie. Z funkcji tej zrezygnował 13 marca 1971.